# Aeródromo de Molodiózhnaya
El aeródromo de Molodiózhnaya (en ruso: Взлетно-посадочная полоса станции Молодёжная) fue una pista de nieve compactada de la Unión Soviética -heredada por Rusia en 1991- próxima a la Base Molodiózhnaya, en la Tierra de Enderby en la Antártida. 
La pista de aterrizaje de nieve compactada del aeródromo era de 2540 m de largo y 42 m de ancho, y podía ser utilizada por aviones con ruedas o con esquíes. La infraestructura del aeródromo comprende 4 edificios habitables, una central eléctrica, hangares, almacenes, taller de reparaciones, unidades de repostaje móviles y equipos de radio-navegación. Tenía dos carriles de seguridad laterales de un ancho de 50 metros. El personal de los aviones se alojaba en la Base Monte Vechernyaya, que fue construida en 1979 como una base de campo permanente (desde 2015 es la Base Vechernyaya de Bielorrusia).
Se ubica cerca del monte Vechernyaya en la Indlandsis de la Antártida a una altitud de 225 m s. n. m., a 12,3 km al este de la Base Molodiózhnaya que está localizada en las colinas Thala a 500–600 metros de la costa de la bahía Alasheyev en el mar de los Cosmonautas. 

## Historia
La Unión Soviética realizaba desde 1963 vuelos a la Antártida por la ruta a la India, Australia y Nueva Zelanda. Para reducir casi a la mitad la distancia y como una mejora en la logística de la Expedición Antártica Soviética se comenzó un trabajo de inspección y diseño en un aeródromo en 1972-1973. El 13 de febrero de 1980 se abrió la ruta aérea intercontinental de Moscú al aeródromo que se construyó en Molodiózhnaya, vía Odesa, El Cairo, Adén y Maputo en Mozambique con el aterrizaje de un Ilyushin IL-18D. En 1981 la pista quedó terminada y comenzaron los vuelos regulares entre los meses de octubre y febrero, utilizando como alternativa el Aeropuerto Internacional de Ciudad del Cabo en Sudáfrica y el aeródromo de Novolázarevskaya que se construyó en la Tierra de la Reina Maud. Para eso vuelos fueron utilizados aviones Ilyushin IL-76TD e IL-18D, cubriendo una distancia de 15 992 km en 26 horas.
Tras el colapso de la Unión Soviética, la ruta fue abandonada en octubre de 1991 y el aeródromo dejó de utilizarse en noviembre de 1992. La Base Molodiózhnaya fue cerrada el 8 de julio de 1999, y reacondicionada por Rusia como base de verano de uso esporádico desde 2008. 